# Damian Kos
Damian Kos (Gdańsk, 15 april 1989) is een Pools voetbalscheidsrechter. Hij is in dienst van FIFA en UEFA sinds 2023. Ook leidt hij sinds 2020 wedstrijden in de Ekstraklasa.
Op 19 juli 2020 leidde Kos zijn eerste wedstrijd in de Poolse nationale competitie. Tijdens het duel tussen Legia Warschau en Pogoń Szczecin (1–2) trok de leidsman vijfmaal de gele kaart. Zijn eerste interland floot hij op 22 maart 2024, toen Noord-Macedonië met 1–1 gelijkspeelde tegen Moldavië. Tijdens deze wedstrijd deelde Kos aan drie spelers een gele kaart uit.

## Interlands
| Datum         | Plaats           | Wedstrijd                  | Uitslag | Competitie        | Kreeg geel | Kreeg voor de tweede keer geel en dus rood | Weggestuurd |
| ------------- | ---------------- | -------------------------- | ------- | ----------------- | ---------- | ------------------------------------------ | ----------- |
| 22 maart 2024 | Boztepe, Turkije | Noord-Macedonië – Moldavië | 1 – 1   | Vriendschappelijk | 3          | 0                                          | 0           |

Laatst bijgewerkt op 28 maart 2024.